# Klucz (pismo chińskie)
Klucze (inaczej pierwiastki) – elementy znaków chińskich, według których układane są słowniki pisma chińskiego i japońskiego. Ponieważ nie jest ono alfabetem, uporządkowanie znaków zawsze nastręczało Chińczykom problemów. 

## Pierwsze słowniki
Pierwsze chińskie słowniki i encyklopedie miały układ tematyczny, np. wyrazy szeregowano do kategorii niebo, ziemia, człowiek, czworonogi, ptaki itd. Taki układ miały słowniki Erya i Fangyan. Nie były one zaopatrzone w indeksy i podział haseł był arbitralny.

## Historia kluczy
Na pomysł wprowadzenia kluczy pierwszy wpadł Xu Shen (許慎), tworząc w latach 100–121 etymologiczny słownik pisma chińskiego, Shuowen Jiezi, liczący 9 tys. znaków. Wyróżnił w nich 540 elementów, które nazwał bùshǒu (部首; jap. bushu) czyli nagłówki części (słownika).
Pomysł Xu Shena przyjął się i w następnych latach kluczy używali autorzy innych słowników:
- Gu Yewang (顧野王) w VI w. stworzył słownik Yupian (玉篇) ułożony wedle 542 kluczy;
- Sima Guang (1019–1086) w XI w. ułożył słownik Leipian według 544 kluczy;
- w 1208 r. w słowniku Wuyin Leiqu zastosowano po raz pierwszy zmniejszoną liczbę kluczy – 444;
- w XIV w. Zhao Jian w słowniku Liushu Benyi ograniczył liczbę kluczy do 360;
- w 1615 r. Mei Yingzuo w swoim Leksykonie (字彙) ograniczył liczbę kluczy do 214;
- system Meia został użyty również w wielkim Słowniku Kangxi z 1716 roku (nazwa pochodzi od cesarza Kangxi z dynastii Qing), dlatego odtąd zaczęto go nazywać Kluczami Kangxi. Klucze Kangxi to dziś ciągle popularny system kluczy, na którym bazuje wiele współczesnych słowników;
- po uproszczeniu chińskiego pisma w latach 50. XX wieku próbowano również zmniejszyć liczbę kluczy. W wielu słownikach wydawanych w ChRL wynosi ona obecnie 189. Słowniki na ogół zachowują wprowadzoną przez Mei Yingzuo zasadę, że pod konkretnym kluczem znaki uporządkowane są według liczby kresek.

## „Klucz” w innych językach europejskich
W większości języków europejskich termin 部首 jest tłumaczony na słowa pochodzące od łacińskiego radix (korzeń), np. ang. radical. W Polsce utarło się jednak tłumaczenie klucz przyjęte przez sinologię rosyjską i francuską. Inne czasem stosowane określenie to pierwiastek.
Warto pamiętać, że chiński podział na klucze jest również używany w przypadku kanji i hancha.

## Klucze
⼀ ⼁ ⼂ ⼃ ⼄ ⼅ ⼆ ⼇ ⼈ ⼉ ⼊ ⼋ ⼌ ⼍ ⼎ ⼏ ⼐ ⼑ ⼒ ⼓ ⼔ ⼕ ⼖ ⼗ ⼘ ⼙ ⼚ ⼛ ⼜ ⼝ ⼞ ⼟ ⼠ ⼡ ⼢ ⼣ ⼤ ⼥ ⼦ ⼧ ⼨ ⼩ ⼪ ⼫ ⼬ ⼭ ⼮ ⼯ ⼰ ⼱ ⼲ ⼳ ⼴ ⼵ ⼶ ⼷ ⼸ ⼹ ⼺ ⼻ ⼼ ⼽ ⼾ ⼿ ⽀ ⽁ ⽂ ⽃ ⽄ ⽅ ⽆ ⽇ ⽈ ⽉ ⽊ ⽋ ⽌ ⽍ ⽎ ⽏ ⽐ ⽑ ⽒ ⽓ ⽔ ⽕ ⽖ ⽗ ⽘ ⽙ ⽚ ⽛ ⽜ ⽝ ⽞ ⽟ ⽠ ⽡ ⽢ ⽣ ⽤ ⽥ ⽦ ⽧ ⽨ ⽩ ⽪ ⽫ ⽬ ⽭ ⽮ ⽯ ⽰ ⽱ ⽲ ⽳ ⽴ ⽵ ⽶ ⽷ ⽸ ⽹ ⽺ ⽻ ⽼ ⽽ ⽾ ⽿ ⾀ ⾁ ⾂ ⾃ ⾄ ⾅ ⾆ ⾇ ⾈ ⾉ ⾊ ⾋ ⾌ ⾍ ⾎ ⾏ ⾐ ⾑ ⾒ ⾓ ⾔ ⾕ ⾖ ⾗ ⾘ ⾙ ⾚ ⾛ ⾜ ⾝ ⾞ ⾟ ⾠ ⾡ ⾢ ⾣ ⾤ ⾥ ⾦ ⾧ ⾨ ⾩ ⾪ ⾫ ⾬ ⾭ ⾮ ⾯ ⾰ ⾱ ⾲ ⾳ ⾴ ⾵ ⾶ ⾷ ⾸ ⾹ ⾺ ⾻ ⾼ ⾽ ⾾ ⾿ ⿀ ⿁ ⿂ ⿃ ⿄ ⿅ ⿆ ⿇ ⿈ ⿉ ⿊ ⿋ ⿌ ⿍ ⿎ ⿏ ⿐ ⿑ ⿒ ⿓ ⿔ ⿕